# Scherben

Fragment einer niederrheinischen Festtagsschüssel, deutlich erkennbar der hellrote Scherben

Als den Scherben bezeichnet man in der Keramiker-Fachsprache das gebrannte Gemisch verschiedener Mineralien und Beimischungen bei der Herstellung keramischer Erzeugnisse oder keramischer Massen. Die chemische Umwandlung des Grünkörpers (auch Rohling) zum Scherben kann in einem Brand oder mehreren Bränden erfolgen und beginnt bei etwa 650 °C.

## Porosität und Glasur
Der Scherben wird klassifiziert nach den visuellen Merkmalen
- Porosität
- Glasur
- Farbe und
- Bemalung

sowie nach den nach dem Brennen erreichten physikalischen und chemischen Merkmalen der Form und des Werkstoffs.

## Schrühbrand
Der erste Brand (Vor-, Glüh-, Biskuit- oder Schrühbrand) erfolgt je nach Klassifikation der betreffenden Keramik zwischen 800 und 1000 °C. Nach dem Schrühbrand kann der Scherben nicht mehr durch Wasser oder flüssigen Glasurschlicker aufgeweicht werden.

## Glattbrand
Der glasierte Scherben wird beim Zweitbrand (Glatt- oder Glasurbrand) bei 960 bis 1480 °C, wiederum abhängig von der betreffenden Keramik, gebrannt und erhält die endgültige Form und Materialstruktur.

## Allgemeines Wort für Tonware
Im oberdeutschen Sprachraum wird das Wort Scherben (dialektal Scherbn bis Scheam gesprochen) noch für einfache Tonware, etwa Blumentöpfe aus Terrakotta, verwendet.
Dieser Gebrauch erscheint mit „Die Scherben vor meinem Fenster / Bethaut’ ich mit Thränen, ach!“ auch im Klagegebet Gretchens in Goethes Faust, Verse 3608f. 
Ebenfalls im süddeutschen Sprachraum und im österreichischen Deutsch wird damit, abwertend oder veraltet, der Nachttopf bezeichnet. Hieraus leitet sich umgangssprachlich bzw. salopp auch die Redewendung den Scherben aufhaben ab. Das bedeutet, dass jemand sich in einer peinlichen Lage befindet, einen Schaden hat oder großen Ärger bekommt. Das Wort Scherben wurde weiter z. B. ins Slowakische als šerbeľ – verniedlicht bzw. verkleinert als šerblík – übernommen.